# 454 v.Chr.

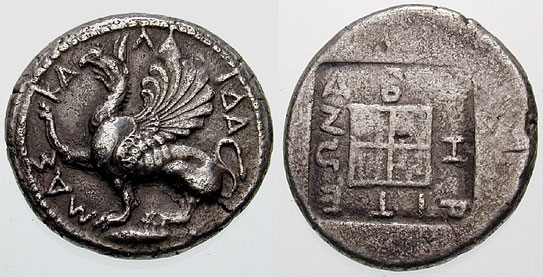
Een zilveren munt uit Abdera (rond 460)

Het jaar 454 v.Chr. is een jaartal in de 5e eeuw v.Chr. volgens de christelijke jaartelling.

## Gebeurtenissen

### Egypte
- De Perzische heerschappij wordt hersteld, de Grieken sluiten een vredesverdrag.

### Griekenland
- De schatkist van de Delische Bond wordt naar Athene verplaatst en de gelden vloeien in de Atheense economie.
- De stad Abdera betaalt voortaan 10-15 talenten als bijdrage aan de Delisch-Attische Zeebond.
- Perikles leidt een expeditie naar de Golf van Korinthe en plundert de kuststreek van Achaea.
- De Atheners veroveren Naupaktos (Nafpaktos) en deze stad wordt als vlootbasis in gebruik genomen.
- Perdiccas II van Macedonië (454 - 413 v.Chr.) wordt koning van Macedonië.

## Overleden
- Alexander I van Macedonië